# 2201 Oljato
2201 Oljato (1947 XC) là một Apollo asteroid được phát hiện ngày 12 tháng 12 năm 1947 bởi H. L. Giclas ở Flagstaff (LO).
2201 was a target thuộc Hubble search for transition comets (Transition Comets — UV Search for OH Emissions in Asteroids).